# Manolo Saiz
Manuel (Manolo) Saiz Balbás (16 oktober 1959) is een Spaans wielerploegleider.
In tegenstelling tot vrijwel al zijn collega's is de in Torrelavega geboren Saiz zelf nooit profrenner geweest, maar heeft een achtergrond op de sportacademie. Hij begon zijn loopbaan in 1989 als ploegleider van het net opgerichte ONCE waarmee hij in de loop der jaren veel successen behaalde. Saiz had een voorkeur voor tijdrijders en werkte samen met renners als Melchor Mauri, Erik Breukink, Alex Zülle, Laurent Jalabert, Johan Bruyneel en Joseba Beloki. Toen ONCE in 2003 ophield met sponsoring, wist hij met Liberty Seguros een nieuwe sponsor aan zijn ploeg te verbinden.
Saiz staat bekend als fanatiek en gedreven, iets wat vooral tot uiting komt als hij in een tijdrit zijn renner van start tot finish vanuit de ploegleiderswagen toeschreeuwt. Hij treedt ook regelmatig op als woordvoerder voor zijn collega-ploegleiders.
Manolo Saiz werd op 23 mei 2006 door de Spaanse politie opgepakt waarschijnlijk in verband met doping. Volgens de toenmalig Astana-renner Alberto Contador was hij verantwoordelijk voor de medische verzorging van de renners. Er wordt gesproken over het toedienen van testosteronpleisters. Naar aanleiding van deze Operación Puerto, trad hij begin juni 2006 af als ploegleider van Astana-Würth.
In 2016 werd hij weer actief in het wielrennen als technisch directeur van de Spaanse belofteploeg Aldro Cycling Team, met als trainers onder anderen de voormalige ONCE-renners Herminio Diaz Zabala en David Etxebarria. Hoofdsponsor is Aldro Energía, een energiemaatschappij die zich vijf jaar lang financieel aan de ploeg verbond.